# Hinterzarten
Hinterzarten è un comune tedesco di 2 606 abitanti, situato nel land del Baden-Württemberg.
Stazione sciistica specializzata nello sci nordico, è attrezzata con i Trampolini dell'Adler.

## Cinema
Nella zona di Wunderlehof è stato girato nel 2010 gran parte del film Black Forest, del regista Gert Steinheimer.